# Stará Bohyně
Stará Bohyně je malá vesnice a část obce Malšovice v okrese Děčín. Nachází se asi 1,5 kilometru severozápadně od Malšovic. Stará Bohyně je také název katastrálního území o rozloze 1,39 km². V katastrálním území Stará Bohyně leží i Nová Bohyně.

## Historie
První písemná zmínka o vesnici pochází z roku 1543.

## Obyvatelstvo
Při sčítání lidu v roce 1921 ve vsi žilo 131 obyvatel (z toho 65 mužů) německé národnosti. Kromě jednoho evangelíka byli římskými katolíky. Podle sčítání lidu z roku 1930 měla vesnice 131 obyvatel německé národnosti. S výjimkou tří lidí bez vyznání se hlásili k římskokatolické církvi.
|                                                                    | 1869 | 1880 | 1890 | 1900 | 1910 | 1921 | 1930 | 1950 | 1961 | 1970 | 1980 | 1991 | 2001 | 2011 |
| ------------------------------------------------------------------ | ---- | ---- | ---- | ---- | ---- | ---- | ---- | ---- | ---- | ---- | ---- | ---- | ---- | ---- |
| Obyvatelé                                                          | 143  | 109  | 127  | 128  | 120  | 131  | 131  | 105  | 97   | 82   | 65   | 43   | 53   | 68   |
| Domy                                                               | 23   | 21   | 24   | 25   | 25   | 25   | 25   | 28   | —    | 19   | 17   | 15   | 19   | 19   |
| Počet domů z roku 1961 je zahrnut v domech místní části Malšovice. |      |      |      |      |      |      |      |      |      |      |      |      |      |      |

## Pamětihodnosti
- Tis ve Staré Bohyni – památný strom, roste u hlavní komunikace proti rekreačnímu objektu[8]